# Musca excors
Musca excors är en tvåvingeart som först beskrevs av Harris 1780.  Musca excors ingår i släktet Musca och familjen blomsterflugor. Inga underarter finns listade i Catalogue of Life.